# Loodstender
Een loodstender is een snelle motorboot met een kleine bemanning die vanuit een haven de loods aan boord brengt van zeeschepen die daarom verzoeken, of van uitvarende schepen de loods ophaalt.
Een loodstender wordt ook gebruikt om het aantal loodsen aan boord van de loodsboot aan te vullen indien dit nodig is.